# União Recreativa dos Trabalhadores
La União Recreativa dos Trabalhadores es un equipo de fútbol de Brasil que juega en el Campeonato Brasileño de Serie D, la cuarta división nacional; y en el Campeonato Mineiro Módulo 2, la segunda división del estado de Minas Gerais.

## Historia
Fue fundado el 9 de julio de 1939 en la ciudad de Patos de Minas del estado de Minas Gerais luego de una reunión de amigos donde eligieron como su primer presidente a Júlio Fernandes. Es uno de los equipos más importantes y de mayor afición en el Alto Paranaíba y del Triângulo Mineiro
Fue a mediados del siglo XX e inicios del siglo XXI que llegaron los primeros logros importantes a la institución, iniciando con la clasificación al Campeonato Brasileño de Serie C en 1995 y los dos títulos consecutivos de la copa de Minas Gerais, y que gracias a ello clasificaron a la Copa de Brasil en dos ocasiones consecutivas, donde en su primera aparición fue eliminado en la primera ronda por el Fluminense FC.
En 2006 clasifica de nuevo a la Copa de Brasil, donde eliminó en la primera ronda al Londrina EC, pero posteriormente fue eliminado por el Santos FC, uno de los equipos más importantes de Brasil. En 2006 desciende de la primera división del Campeonato Mineiro, regresando ocho años después, en 2014.
En 2016 termina en cuarto lugar de la liga estatal, lo que lo clasificó al Campeonato Brasileño de Serie D de 2016 por primera vez en su historia, así como su regreso a la Copa de Brasil de 2017. En su debut en la Serie D fue ubicado en el Grupo 12, clasificando a la segunda fase tras terminar en segundo puesto, en la segunda fase es eliminado por Volta Redonda, equipo que posteriormente se consagró campeón del torneo. En la Copa de Brasil fue eliminado en primera fase por Luverdense.
Volvió a clasificar a la Serie D en 2017. Fue ubicado en el Grupo 12, donde volvió a clasificar como segundo puesto a la siguiente fase. En la siguiente fase elimina al Portuguesa de Río de Janeiro, equipo con el cual había compartido grupo. En octavos de final eliminó al Villa Nova del mismo estado de Minas Gerais. Clasificado a los cuartos de final, debía eliminar al Globo de Río Grande del Norte para poder ascender al Campeonato Brasileño de Serie C. En el partido de ida venció por 1-0 de local, mientras que en el partido de vuelta perdió por 1-0, lo que hizo que se vayan a tanda de penales. Globo venció por 3-2 en tanda de penales, lo cual hizo que URT caiga eliminado, a un paso del ansiado ascenso.
Disputó las ediciones de 2018 y 2019 de la Serie D, en la primera de ellas cayó eliminado en segunda fase, mientras que en la última se quedó en fase de grupos. A su vez, disputó la Copa de Brasil en 2018 y 2019. En 2018, fue eliminado por Paraná Clube en primera ronda, mientras que en 2019 alcanzó la segunda ronda, cuando eliminó a Coritiba en primera ronda y en la siguiente fue eliminado por Vila Nova del estado de Goiás.
En el Campeonato Mineiro de 2021 logró salir subcampeón de la Copa Inconfidência, lo cual lo clasificó a la Serie D y Copa de Brasil de 2022, tras dos años de ausencia de participación en ambos torneos.
En el comienzo de la temporada 2022, cayó eliminado en la primera ronda de la Copa de Brasil ante Avaí, mientras que en el Campeonato Mineiro terminó en último lugar, perdiendo así la categoría tras nueve años consecutivos en la máxima categoría estatal.

## Rivalidades
El principal rival del club es el Esporte Clube Mamoré, aunque también es rival del Uberaba SC, AA Caldense y Uberlandia EC.

## Palmarés
- Mineiro Interior: 2

2016, 2017
- Copa de Minas Gerais: 2

1999, 2000
- Mineiro Módulo II: 1

2013
- Taça Major Ernesto Dorneles: 1

1940
- Campeonato do Alto Paranaíba: 2

1955, 1956
- Taça Patos Ipiranga: 1

1961
- Taça Dr. Izídio Barbosa Santos: 1

1963
- Taça Rainha Nacional do Milho: 1

1966
- Taça Três Irmãos: 1

1967
- Segunda Chave do Triângulo: 1

1967
- Torneio da 1ª Festa Nacional do Milho: 1

1967
- Taça Patos: 2

1973, 1976
- Torneio Paralelo: 1

1976
- Campeonato Amador da L.P.D: 3

1980, 1982, 1983
- Torneio Quadrangular Dr. José Ribeiro de Carvalho: 1

1983
- Torneio Centenário de Patos de Minas: 1

1992

## Jugadores

### Jugadores destacados
- Glacinei Martins

## Entrenadores
- Flávio Garcia (?-enero de 2019)[6]
- Sidney Moraes (enero de 2019-febrero de 2019)[6][7][8]
- Ito Roque (febrero de 2019-presente)[2][8]